# يونغ جون
يونغ جون (بالإنجليزية: Young John)‏ هو منتج أسطوانات وملحن نيجيري، ولد في 16 فبراير 1995 في إبادان في نيجيريا.

## وصلات خارجية
- يونغ جون على موقع ميوزك برينز (الإنجليزية)